# Czesław Sobieraj
Czesław Sobieraj (Podrzewie, 17 de julio de 1914–Poznań, 25 de julio de 1985) fue un deportista polaco que compitió en piragüismo en la modalidad de aguas tranquilas. Ganó una medalla de plata en el Campeonato Mundial de Piragüismo de 1938 en la prueba de K1 10 000 m.

## Palmarés internacional
| Campeonato Mundial | Campeonato Mundial | Campeonato Mundial | Campeonato Mundial |
| Año                | Lugar              | Medalla            | Evento             |
| ------------------ | ------------------ | ------------------ | ------------------ |
| 1938               | Vaxholm (Suecia)   | Medalla de plata   | K1 10 000 m        |